# Матрёшин, Александр Валентинович
Александр Валентинович Матрёшин (род. 10 октября 1956 года, Москва, РСФСР, СССР) — советский и российский художник-график, член-корреспондент РАХ (2022).

## Биография
Родился 10 октября 1956 года в Москве, где живёт и работает.
В 1975 году — окончил Московскую среднюю художественную школу, в 1981 году — окончил художественный факультет Всероссийского государственного института кинематографии имени С. А. Герасимова (ВГИК), мастерская М. А. Богданова.
С 1988 года — член Союза художников СССР, Союза художников России, с 1998 года — член Московского союза художников.
С 2010 года — преподаватель, с 2018 года — доцент ВГИКа; с 2015 года — заведующий кафедрой рисунка и живописи художественного факультета ВГИКа.
В 2022 году — избран членом-корреспондентом Российской академии художеств от Отделения живописи.
В 2023 году — избран членом-корреспондентом Петровской академии наук и искусств.

## Творческая деятельность
Работы в области графики: «Двое на набережной» (1977, бумага, акварель, уголь, белила, гуашь, 41*44,5), «Церковь» (1977, бумага, акварель, уголь, 46*43), «Чистое небо» (2013, картон, пастель, 190*90), «Видавший виды» (2013, оргалит, карандаш, пастель, 60*90), «Капель» (2014, картон, пастель, 100*80).
Живописные работы: «Масленица» (2006—2011, холст, масло, 115*80), «Калашный ряд» (2006, холст, масло, 150*120), «Яблочные ворота» (2013, холст, масло, 130*130), «Гроза Сухаревки» (2014, холст, масло, 163*134), «Яблочный спас» (2016—2017, холст, масло, 155*128), «Платочницы» (2018, холст, масло, 200*100), «Утро в Москве» (2018, холст, масло, 130*110) и другие.
Произведения находятся в коллекции Государственного центрального музея кино (Москва), Угличского государственного историко-архитектурного и художественного музея, Государственного музея-заповедника «Остафьево-Русский Парнас», Рязанского государственного областного художественного музея имени И. П. Пожалостина, Алексинского художественно-краеведческого музея, Центрального музея МВД России, а также в частных коллекциях в России.
Участник российских, московских, региональных выставок с 1979 года, в том числе юбилейная выставка «ВГИК-МЦХШ» в Московской центральной художественной школе (2019), «От реализма к абстракции» в Музейно-выставочном комплексе Российской академии художеств Галерея искусств Зураба Церетели (Москва, 2023).
Персональные выставки: «Яблочные ворота» — в галерее «Нагорная» (Москва, 2014); в выставочных залах Московского Союза художников (Москва, 2021); в Рязанском государственном областном художественном музее имени И. П. Пожалостина (2021); «Безвозвратно ушедшая» в Алексинском художественно-краеведческом музее (2016), «Рассказы о Москве» в галерее живописного искусства Товарищества живописцев Московского Союза художников (Москва, 2018).

## Награды
- Золотая медаль «Духовность, традиции, мастерство» Союза художников России (2018)
- Диплом и медаль имени А. П. Крымова Московского Союза художников (2021)
- Орден «За заслуги» Российского Совета ветеранов органов внутренних дел и внутренних войск (2021)
- Золотая медаль «Талант, творчество, честь» ВГИКа (2021)